# 南平岸車站
南平岸車站（日语：／ Minami-hiragishi eki */?）是一位於日本北海道札幌市豐平區平岸4条13丁目，隸屬於札幌市交通局的地下鐵車站。南平岸車站是札幌市營地下鐵南北線的沿線車站之一，車站編號N13。	
在地下鐵南北線通車之初，本站原名為靈園前，但在1994年時原本的平岸靈園之火葬場遷址去他處，也同時將車站名稱改為南平岸的現名，是札幌市營地下鐵開始運作之後第一個改名的車站。

## 車站構造
1面2線島式月台的高架車站。1樓為閘口、2樓為月台。

### 月台配置
| 月台 | 路線   | 目的地               |
| ---- | ------ | -------------------- |
| 1    | 南北線 | 真駒內方向           |
| 2    | 南北線 | 大通、札幌、麻生方向 |

## 相鄰車站
札幌市營地下鐵
 南北線
平岸（N12）－南平岸（N13）－澄川（N14）